# Drimiopsis burkei
Drimiopsis burkei är en sparrisväxtart som beskrevs av John Gilbert Baker. Drimiopsis burkei ingår i släktet Drimiopsis och familjen sparrisväxter.

## Underarter
Arten delas in i följande underarter:
- D. b. burkei
- D. b. stolonissima